# I diavoli alati
I diavoli alati (Flying Leathernecks) è un film del 1951 diretto da Nicholas Ray.
Il film narra la storia di un comandante di una squadra di piloti dei Marines durante la seconda guerra mondiale sul fronte del Pacifico, che, accolto con ostilità e diffidenza dai soldati, alla fine riesce a conquistare la stima e l'affetto dei suoi uomini.

## Produzione
Tratto da un racconto di Kenneth Gamet, è il primo film a colori del regista Nicholas Ray.